# レメデッロ
レメデッロ（伊: Remedello）は、イタリア共和国ロンバルディア州ブレシア県にある、人口約3,300人の基礎自治体（コムーネ）。

## 地理

### 位置・広がり

#### 隣接コムーネ
隣接するコムーネは以下の通り。括弧内のMNはマントヴァ県所属を示す。
- アックアフレッダ
- アーゾラ (MN)
- カザルモーロ (MN)
- フィエッセ
- ガンバラ
- イゾレッラ
- ヴィザーノ

### 地震分類
イタリアの地震リスク階級 (it) では、3 に分類される
。